# ŠIW (Šibenik Wireless)
Udruga Korisnika Bežičnih Sustava Šibenik Wireless (ŠIW) je neprofitno udruženje građana grada Šibenika. Udruga razvija bežičnu gradsku mrežu za ostvarivanje komunikacije između članova. Danas ŠIW ima 40 članova i 15 pristupnih NOD-ova, a Šibensko-kninska županija pomaže udrugu novčanim donacijama.
Udrugu su 2003. godine osnovali Nenad Pavasovič, Siniša i Ante Karađole Danas ŠIW povezuje gotovo sve kvartove u gradu Šibeniku i uspješno ih pokriva signalom. 
ŠIW također ostvaruje Intergrad-sku konekciju sa Sloboština i Pula Wirelessom preko Hrvatske istraživačke Akademske zajednice u projektu: "Wireless udruge u CARNet mreži" 
Veliki doprinos razvoju udruge kasnije dali su Josip Baranović i Zvonimir Goreta, razvijajući mrežu grada Šibenika zajedno s ostalim članovima.
Cilj ŠIW-a je razviti potpunu otvorenu mrežu grada Šibenika, povezati državne institucije s pravnim i fizičkim subjektima te izgraditi WLAN Hotspot pristupne točke.
Udruga ŠIW, točnije njezin tajnik Siniša Karađole, jedan je od osnivača Hrvatskog Saveza Wireless Udruga "HRFreeNet", pravne osobe koja okuplja Wireless udruge u jednu cjelinu u RH.
Udruga ŠIW pruža sljedeće servise:
- VoIP
- HTTP
- DC++ server
- FTP server

## Vanjske poveznice
- siw.hr  Arhivirana inačica izvorne stranice od 23. svibnja 2010. (Wayback Machine)